# Anemanthele lessoniana
Anemanthele es un género monotípico de plantas herbáceas perteneciente a la familia de las poáceas. Su única especie: Anemanthele lessoniana (Steud.) Veldkamp, es originaria de Nueva Zelanda. Es llamada comúnmente como hierba gasa o hierba viento de Nueva Zelanda. 

## Descripción
Esta es una hierba rara en la naturaleza, pero que es ampliamente cultivada para su uso como planta ornamental de un gran atractivo para el jardín. Las hojas quedan latentes y son de hoja caduca en los inviernos fríos, pero por lo general siempre están verdes. Produce un buen follaje de color verde con toques de naranja, cobre y dorado, especialmente en los suelos más secos.

## Etimología
El nombre del género proviene del griego anemos (viento) y anthele (pluma).

## Sinonimia
- Agrostis lessoniana Steud.
- Agrostis procera A.Rich.
- Agrostis rigida A.Rich.
- Apera arundinacea Hook.f.
- Apera purpurascens Colenso
- Dichelachne procera Steud.
- Dichelachne rigida Steud.
- Oryzopsis lessoniana (Steud.) Veldkamp
- Oryzopsis rigida (Steud.) Zotov
- Stipa arundinacea (Hook.f.) Benth.[2]